# 5D/Брорзена
Комета Брорзена (5D/Brorsen) — короткопериодическая комета из семейства Юпитера, которая была открыта 26 февраля 1846 года датским астрономом Теодором Брорзеном вблизи звезды η созвездии Рыб. Комета обладает довольно коротким периодом обращения вокруг Солнца — чуть более 6,46 года.

Орбита кометы Брорзена и её положение в Солнечной системе

## История наблюдений
Комета была обнаружена за день до прохождения перигелия и наблюдалась на протяжении двух месяцев. К нашей планете она подошла ближе всего 27 марта на 0,52 а. е. При этом размер комы увеличился до 10 ' угловых минут в поперечнике. Последний раз комету видели 22 апреля, когда она располагалась менее чем на 20 ° градусах от Северного небесного полюса. Более поздние расчёты показали, что комета оказалась на своей орбите открытия в результате близкого сближения с Юпитером (0,0668 а. е.) в мае 1842 года.
О том, что комета является короткопериодической стало известно ещё в марте, а до конце месяца удалось определить и период обращения в 5,5 лет, тем не менее, во время очередного ожидаемого возвращения кометы в сентябре 1851 года обнаружить её не удалось. Повторный, более тщательный анализ орбиты позволил установить, что период обращения в 5,5 лет делает каждое второе возвращение невозможным для наблюдения. И 1851 год был именно таким — в момент прохождения перигелия комета находилась по другую сторону Солнца на расстоянии в 1,31 а. е. 
Наличие данных о положении кометы лишь на 1846 год, делало предсказания о дате следующего возвращения в перигелий в 1857 году довольно неопределёнными, особенно с учётом состоявшегося в 1854 году сближения с Юпитером (0,84 а. е.). Тем не менее, 18 марта немецкому астроному Карлу Брунсу всё же удалось восстановить комету. Он описал её как круглый объект с комой 2 ' угловых минут в поперечнике, с чётко различимым ядром, но без хвоста. К апрелю были вычислены первые орбиты, которые подтвердили, что найденная комета является именно кометой Брорзена 1846 года. Как оказалось, комета была обнаружена за 10 дней до прохождения перигелия и за три месяца до прохождения указанной позиции. К Земле в тот год она должна была подойти в начале мая на расстояние в 0,73 а. е. Наблюдения продолжались до 23 июня, что позволило очень точно рассчитать орбиту.
Комета была ожидаемо потеряна в 1862 году и снова найдена в 1868, несмотря на сближение с Юпитером (1,3 а. е.) в 1866 году. В результате этого сближения орбитальный период несколько уменьшился, что позволило разорвать цепочку удачных-неудачных возвращений и обнаружить комету в 1873 году. Возвращение 1879 года также было благоприятным и позволило наблюдать комету на протяжении целых четырёх месяцев, самого долго периода за всю историю наблюдений. 
Как ни странно, но эти наблюдения стали для кометы последними, — начиная с 1884 года восстановить комету так и ни разу и не удалось. За неблагоприятным возвращением 1884 года ожидалось крайне удачное возвращение 1890, но поиски кометы оказались безрезультатными. Аналогичная ситуация сложилась и в 1895 и 1901 годы. На протяжении последующих нескольких десятилетий любые попытки поиска кометы по сути прекратились. Следующие серьёзные поиски пропавшей кометы были предприняты лишь в 1973 году британским астрономом Брайаном Марсденом. Внеся поправки в орбиту кометы с учётом сближения с Юпитером (0,37 а. е.) в июле 1913 года, он рассчитал новую орбиту кометы для 1973 года, когда условия для наблюдения должны были быть особенно благоприятными. Тем не менее, никакие поиски к успеху не привели. Это послужило поводом занесения кометы Брорзена в список потерянных комет, о чём свидетельствует буква «D» в обозначении кометы.